# Dienten am Hochkönig
Dienten am Hochkönig é um município da Áustria, situado no distrito de Zell am See, no estado de Salzburgo. Tem 49,79 km² de área e sua população em 2019 foi estimada em 758 habitantes.